# 极化曲线
极化曲线表示电极电位（E）与电极上电流密度（i）之间变化关系的曲线。EA°—A表示阳极极化曲线，电位向正的方向变化。EC°—C表示阴极极化曲线，电位向负的方向变化。极化曲线愈陡，说明电位偏移程度愈大，极化愈强，即电极过程受到阻碍愈大。反之，曲线平缓，说明极化程度小，电极过程顺利。

## 分類
- 濃差極化
- 歐姆極化
- 活化極化